# Werner Knothe
Werner Knothe (* 16. März 1900 in Bremen; † 7. Juli 1967 in Hamburg) war ein deutscher Röntgenologe und Hochschullehrer.

## Leben

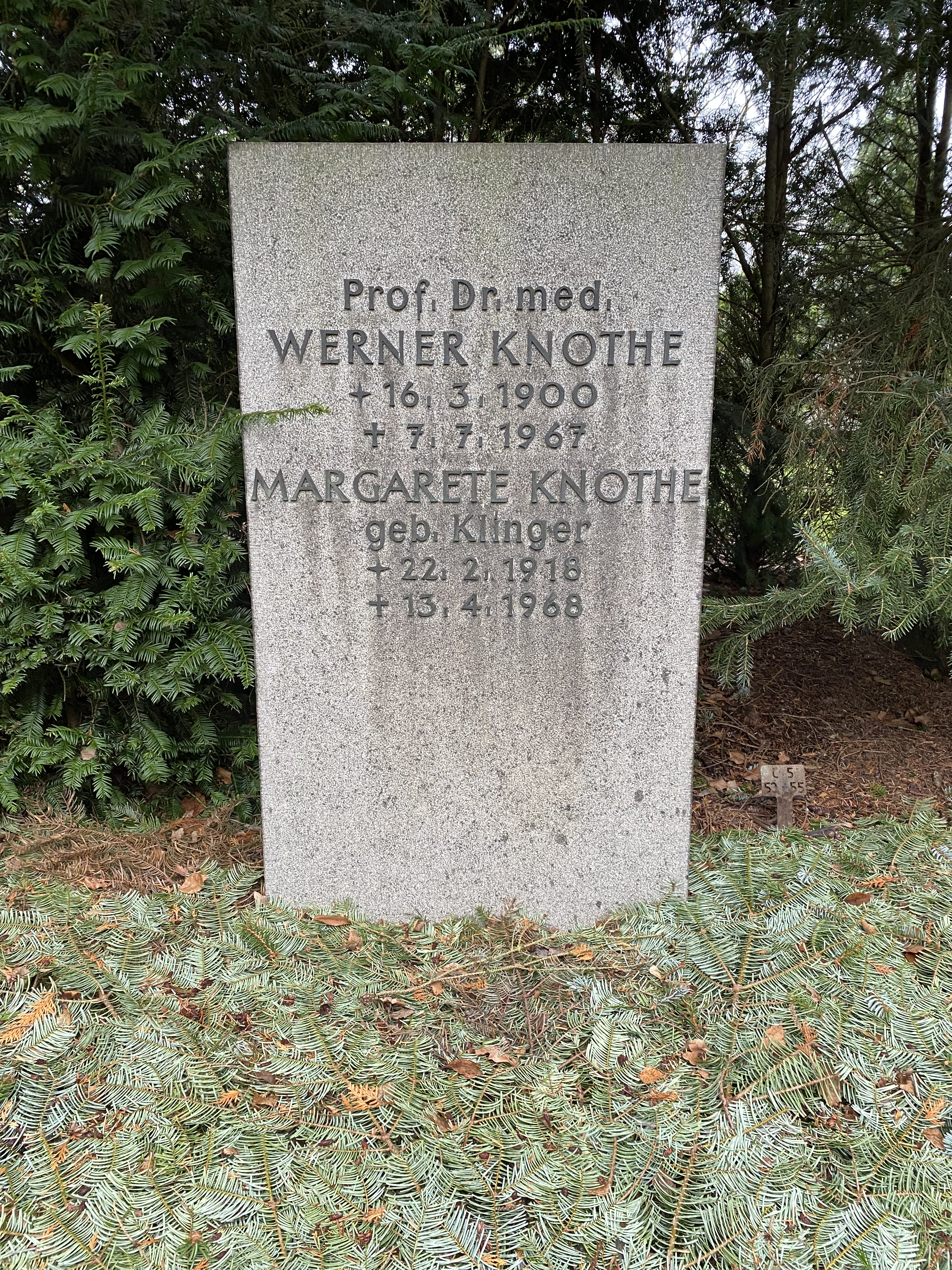
Grabstätte auf dem Friedhof Bergstedt

Knothe, dessen Vater Studienrat war, studierte nach dem Abschluss seiner Schullaufbahn von 1919 bis 1923 Medizin. 1923 wurde er in Kiel promoviert, 1924 erhielt er seine Approbation. Nach Assistentenjahren in Bremen und Mainz war Knothe ab 1927 an der II. Medizinischen Universitätsklinik der Charité unter Gustav von Bergmann tätig. 1931 habilitierte Knothe sich an der Berliner Universität. Ab 1931 leitete Knothe die Röntgenabteilung der Charité. Sein Forschungsschwerpunkt war die Dickdarmschleimhaut und er gab die Schrift Die Dickdarmschleimhaut, ihre normale und pathologische Funktion im Röntgenbilde heraus, was ihm die spöttische Bezeichnung Rubens des Schleimhautreliefs einbrachte.
Knothe trat zum 1. März 1933 der NSDAP (Mitgliedsnummer 1.552.725) und im selben Jahr der SA bei. 1934 wurde er zum „Führer der Dozentenschaft“ an der Berliner Universität ernannt. Ab 1935 war er nichtbeamteter außerordentlicher Professor und stand der Deutschen Röntgengesellschaft vor. Zudem war er Obmann der Lehrbeauftragten für Luftfahrtmedizin an den deutschen Hochschulen und gab die Luftfahrtmedizinischen Abhandlungen heraus. Seit 1934 leitete Knothe das Röntgeninstitut am Horst-Wessel-Krankenhaus und war befugt Sterilisierungen mittels Strahlung vorzunehmen.
Während des Zweiten Weltkrieges war Knothe als Oberstabsarzt der Luftwaffe Kommandeur der Sanitäts-Versuchs- und Lehrabteilung der Luftwaffe in Jüterbog. Knothe nahm an der Tagung über Ärztliche Fragen bei Seenot und Winternot am 26. und 27. Oktober 1942 teil, wo auch über die „Unterkühlungsversuche“ im KZ Dachau referiert wurde.
Nach Kriegsende verlor Knothe seine Ämter, leitete aber ab 1950 das Röntgeninstitut am Hamburger Krankenhaus Bethanien. Zudem saß er ab 1962 der Norddeutschen Röntgengesellschaft vor. Knothe starb 1967 nach einer Operation seiner Gallenblase. Er wurde auf dem Friedhof Bergstedt beigesetzt.